# Riobamba
Riobamba (teljes nevén San Pedro de Riobamba)  Chimborazo tartomány székhelye Ecuador középső részén. Az Andokban lévő Chambo-folyó völgyében található város a fővárostól, Quitótól 200 km-re található délre, a tengerszint fölötti 2754 m-es magasságban, az ún. vulkánok útján. A város jelentős regionális kereskedelmi központnak számít. Riobamba a középső Sierra vidék egyik legnagyobb települése, melyet átszel a pánamerikai főútvonal.

## Története
Mielőtt a 15. század végén az inkák elfoglalták volna, a Riobamba körüli területek a puruhá nemzethez tartoztak. A puruhák nagy ellenállást jelentettek az inkák számára, akik szerették volna meghódítani az észak-ecuadori területeket. Ezért az inka Huayna Capac szövetséget kötött a puruhák vezérével, Condorazo-val. Ez így létrejött szövetség után kötött békét a Shyris konföderáció az inkák Duchicela dinasztiájával.
1534-ben alapították a várost a San Miguel fennsíkon, megalapítva ezzel a mai Ecuador első városát. 1563-ban a spanyol birodalom részévé vált hivatalosan. A települést teljesen elpusztította egy földrengés 1797-ben, azonban pár év alatt sikerült újjáépíteni, egy kicsit távolabb (egy Cajabamba falu közelében a San Antonio de Aguíscate fennsíkon). Riobamba építészete a mai napig megőrizte a spanyol időszak emlékeit.
Az ecuadori függetlenségi háborúban Riobamba először 1820. november 11-én kiáltotta ki függetlenségét, ám ezt rövidesen elvették tőle. Végül 1822-ben vált végleg függetlenné a Nagy-Kolumbia részeként.
2002. november 20-án egy lőszerraktár telepen történt rendkívül nagy erejű robbanássorozat következtében 8 ember halt meg. Az első robbanás karbantartás során következett be, a katonaság szóvivőjének állítása szerint baleset történt.

## Földrajz és éghajlat
Riobamba az ország középső részén található, a Sierra vidéken, a Chimborazo vulkán közvetlen közelében. Sok ecuadori városhoz hasonlóan, Riobambában is szinte egész évben azonos a hőmérséklet. Két évszak létezik, egy esős és egy száraz. Tengerszint feletti magassága (2754 m) és a Chimborazo közelsége hűvös időt kölcsönöz a településnek, az átlaghőmérséklet 14-23 °C között van.

## Gazdaság
Riobamba gazdasága főként a környező lakosság mezőgazdasági termelésére támaszkodik. Emellett a városban van egy piac, ahol a bennszülöttek árulják portékáikat, amik főleg kézimunkával előállított textíliák, bőráruk, sör és tejtermékek. Riobamba emellett fontos szarvasmarha kereskedési helyszínnek számít.

## Oktatás
A városnak több felsőoktatási intézménye van: Universidad Nacional de Chimborazo, Escuela Superior Politecnica de Chimborazo, Universidad Politécnica Salesiana, Universidad San Francisco de Quito és az Instituto Tecnologico superior Isabel de godin.

## Városkép
Riobamba az egyenlítői ország 10. legnépesebb városa. Tengerszint feletti magassága közepesnek számít Ecuadorban a maga 2754 méterével. A település Riobamba kanton központja, amelynek történelmi központjában számos templomot őriztek meg jó állapotban.

### Fesztiválok
Riobamba legnagyobb fesztiválja a Fiesta del Niño Rey de Reyes, amely decembertől január 4-éig tart. Nagy ünnepet tartanak még április 21-én, amely a város függetlenségének a napja.

### Múzeumok
- Ateneo de Chimborazo

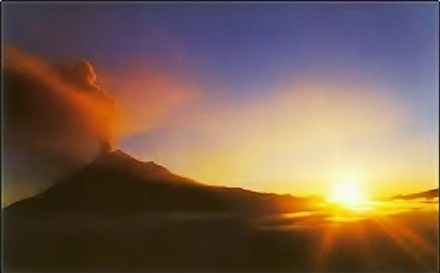
A Tungurahua vulkán (2003)

Ők egy kulturális csoport, akiknek a központja egy magántulajdonban lévő múzeumban ("Córdoba Román") van. A csoportot Luis Alberto Costales költő alapította. 
- Armas

Az ecuadori történelem bizonyos időszakait mutatja be ez a kiállítás egyenruhákon, fegyvereken és vallási tárgyakon keresztül.
- Arte Religioso de la Concepción

Ebben a múzeumban van egy arannyal kirakott ereklye, amely a 18. századi vallásos művészet egyik emléktárgya.
- Ciencias Naturales del Colegio Maldonado
- Bolívar ház (Casa de Bolivar)
- Córdova-Román
- Antropológico del Banco Central
- Etnográfico de la Casa de la Cultura

### Sport
Riobamba Ecuador kiránduló és hegymászó fővárosa, ahonnan a sportolók a környező hegycsúcsok meghódítására indulnak (Carihuairazo, Chimborazo, Sangay, El Altar és a Puñay elveszett piramisa. Létezik Riobamba-ban egy "mamona" elnevezésű labdajáték, amelyet egy bőrlabdával játszanak. A helyiek általában minden délután ezt a játékot játsszák a Plaza Roján. A hegyi kerékpározás szintén nagyon népszerű sport a környéken. A CENAEST nevű fürdőhelyen úszásra, illetve gyógy- és termálvízben pihenésre van lehetőség. A riobambai fesztiválokon és hétvégeken a Gallera San Franciscóban kakasviadalokat is szoktak tartani. A városban található a Centro Deportivo Olmedo, első osztályú labdarúgóklub.

## Galéria

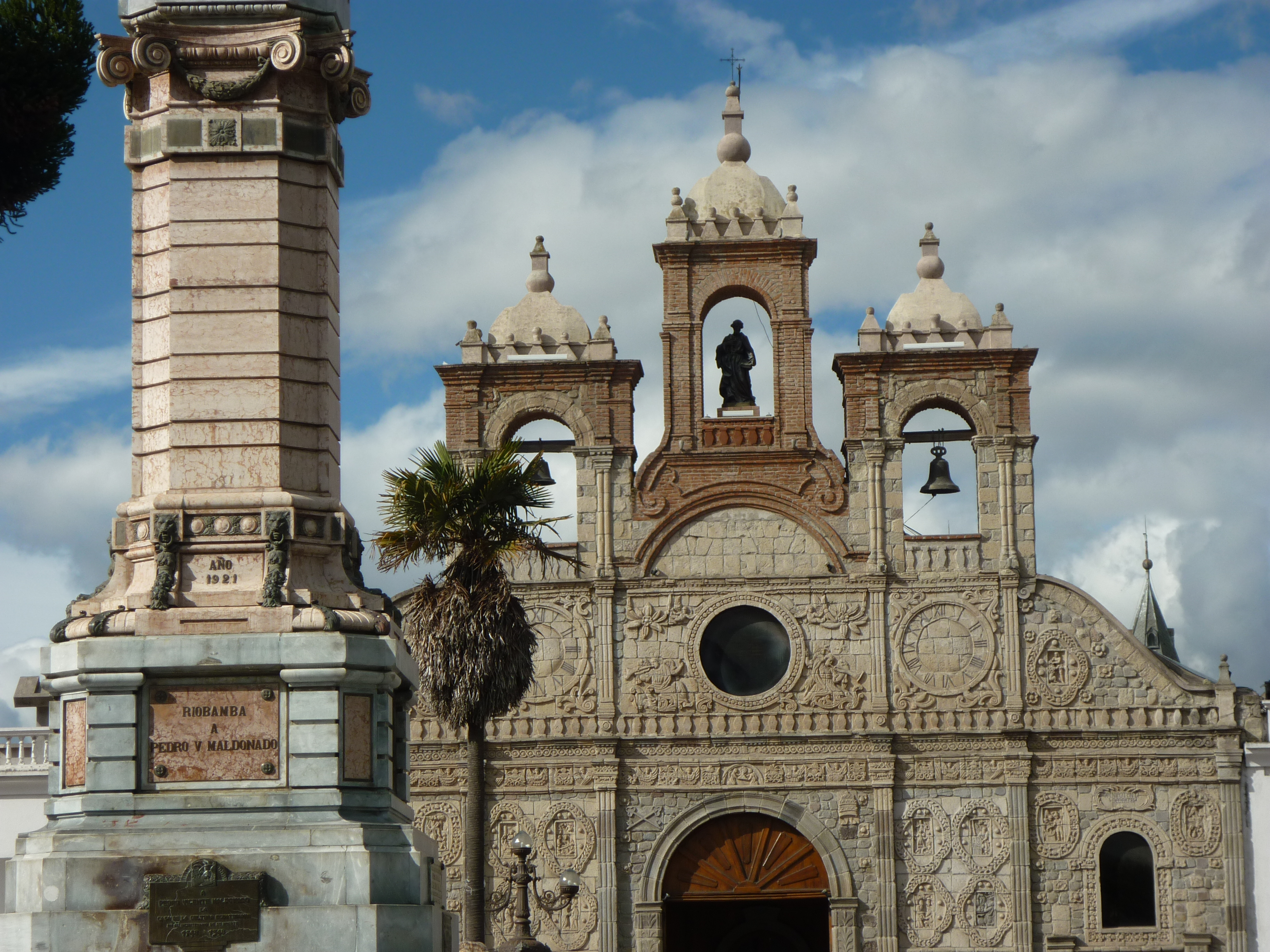
Székesegyház
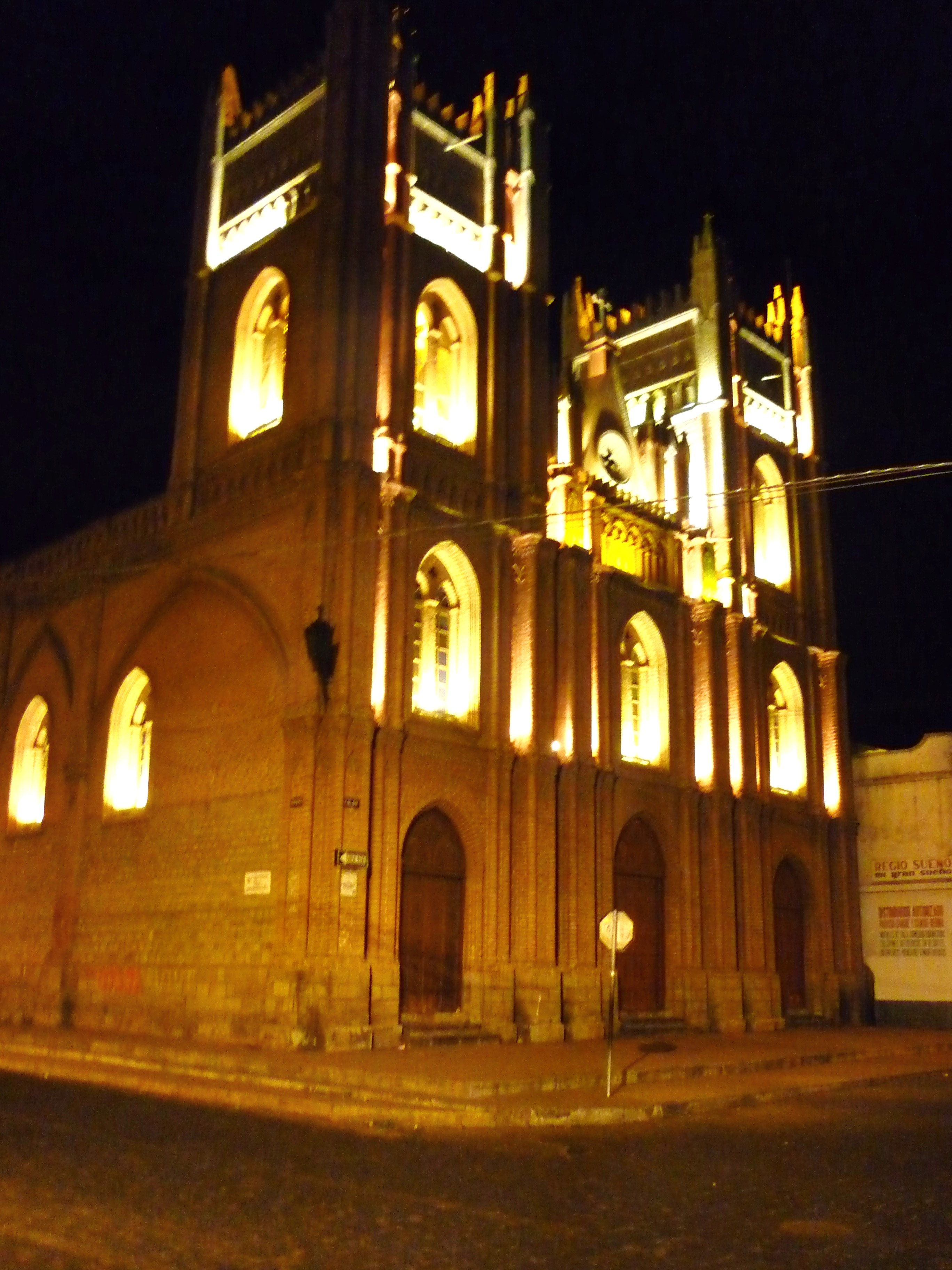
Iglesia de la Concepción
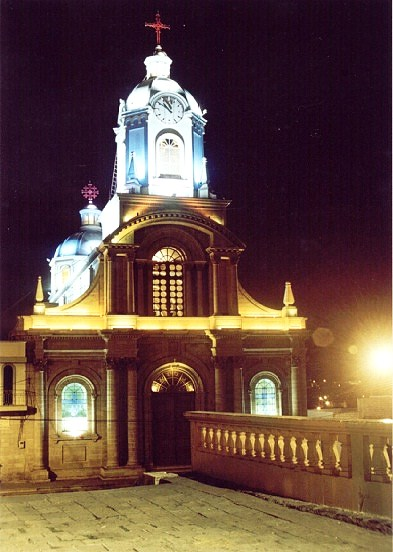
Loma de Quito temploma
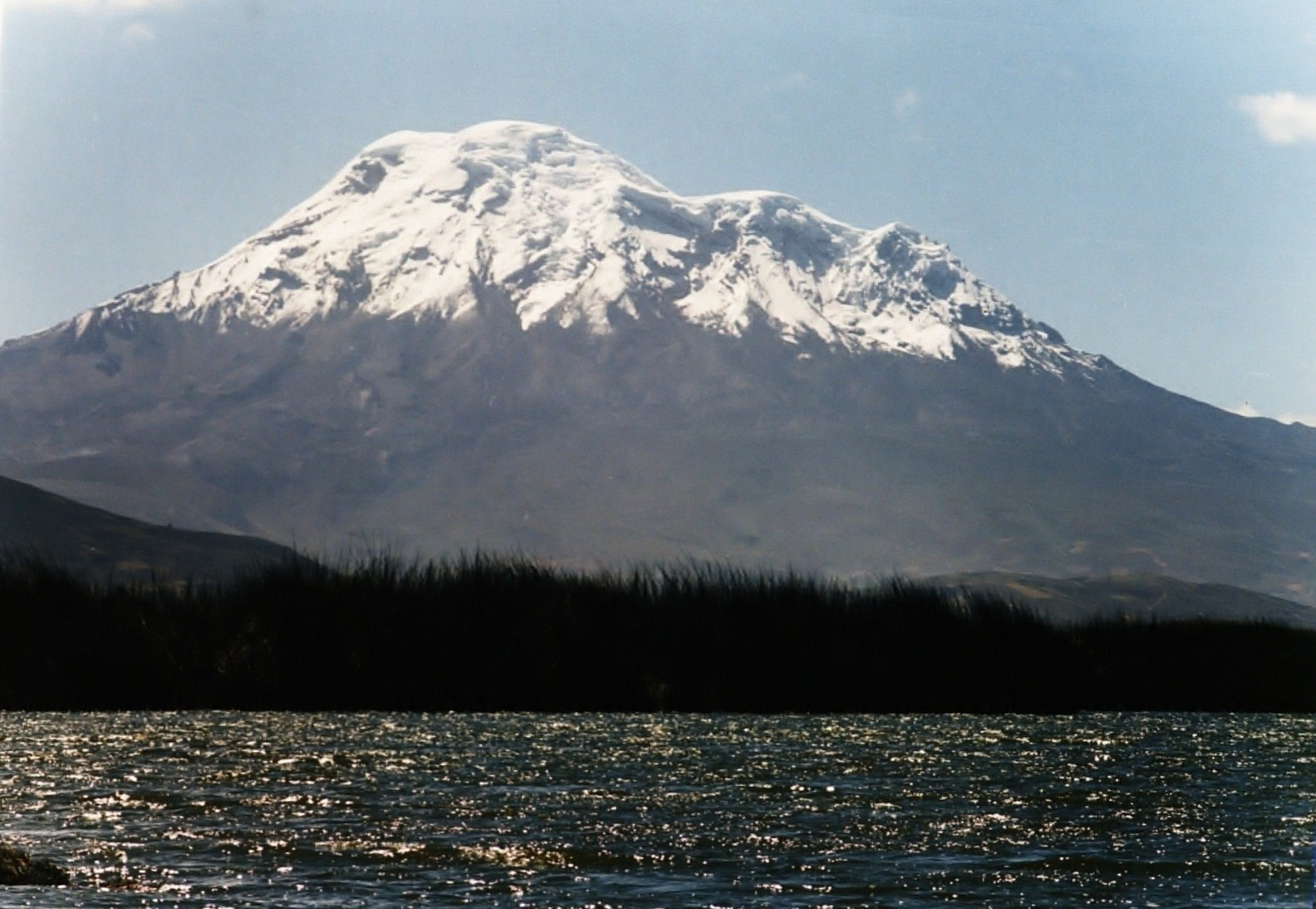
A Chimborazo vulkán
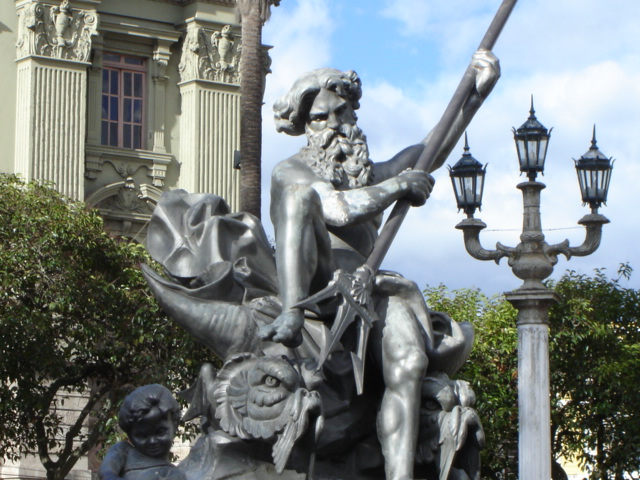
Neptuno
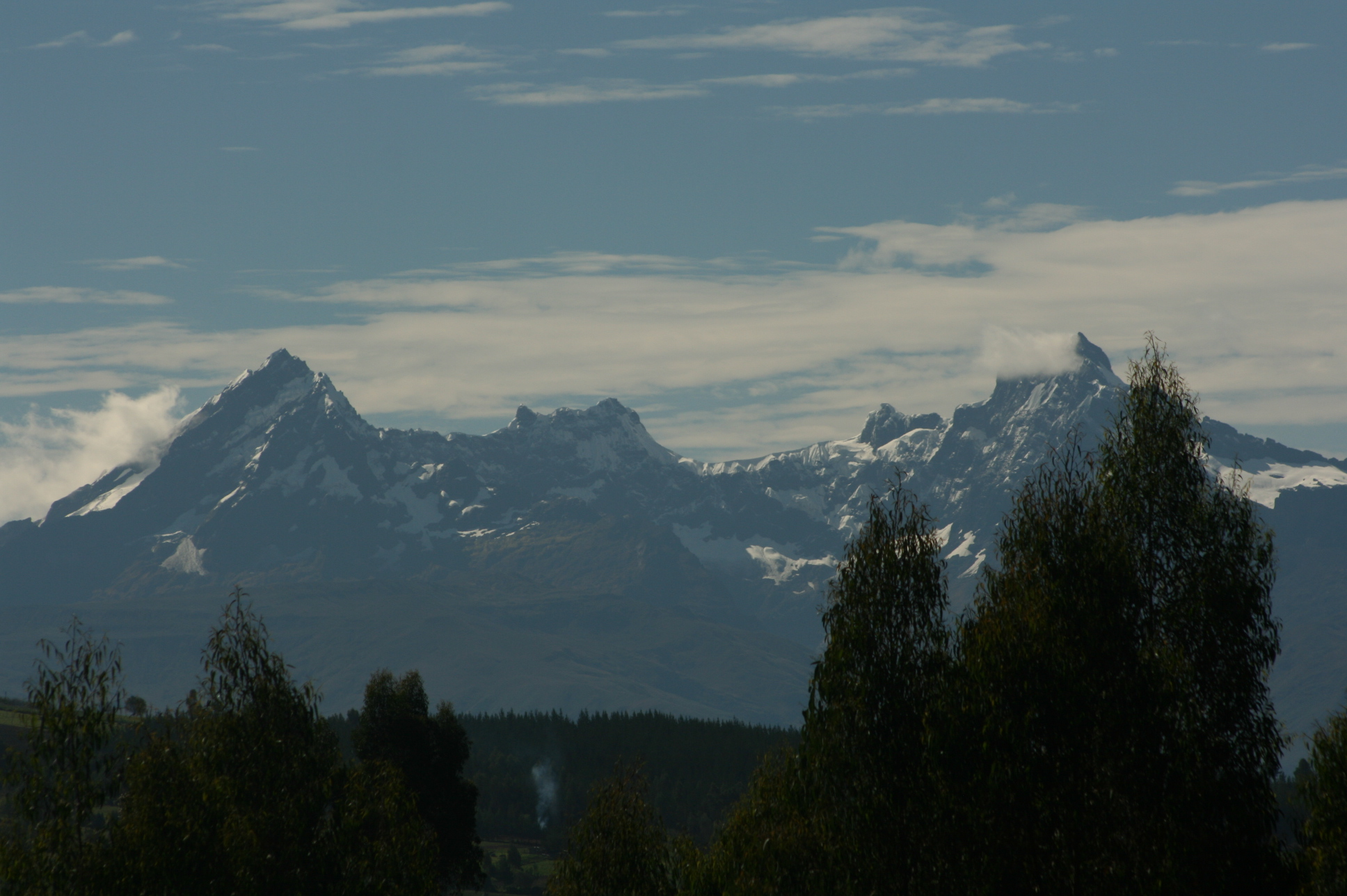
Los Altares
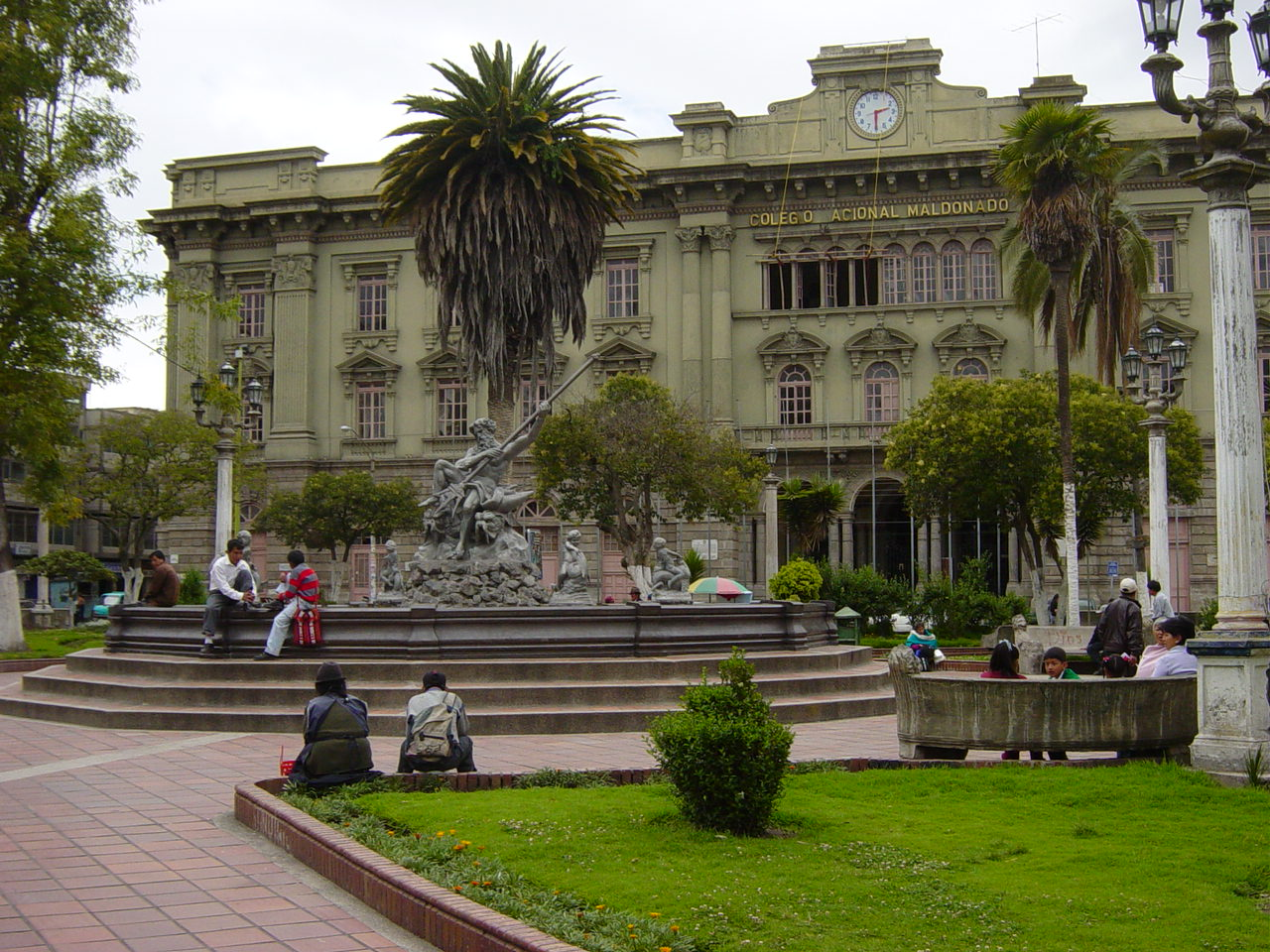
Maldonado parkja
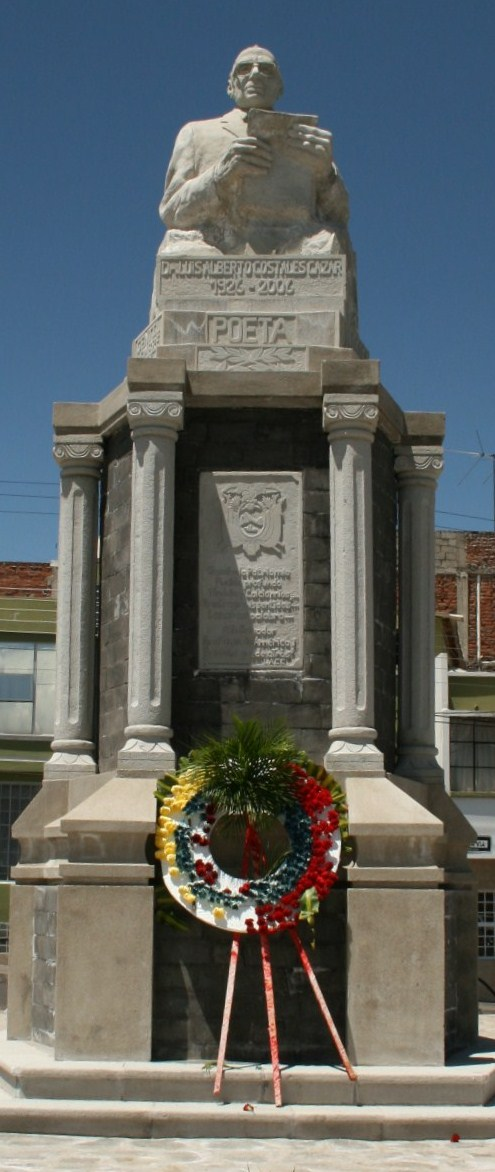
Luis Costales emlékmű